# Žnjan
Žnjan je gradski kotar u istočnom dijelu grada Splita. Obuhvaća područje omeđeno sa sjevera Ulicom kralja Stjepana Držislava od spajanja sa Žnjanskom ulicom do K.O. Stobreč; s istoka granicom K.O. Split i K.O. Stobreč; s juga morskom obalom od ušća potočića Žnjana do točke gdje se spajaju K.O. Stobreč i more i sa zapada Žnjanskom ulicom od Ulice kralja Stjepana Držislava do mora.

## Povijest
Žnjan se prvi put pojavljuje u povijesnim izvorima u 11. stoljeću, u doba hrvatskog kralja Zvonimira (1075. – 1089.). Naziv kotara vjerojatno potječe od latinskog imena Junianius, koje je tijekom vremena promijenjeno u Zunanus, a kasnijom redukcijom i pretvorbom u današnji oblik imena.
U davnim vremenima, to je područje predstavljalo glavnu žitnicu za grad Split, što se može iščitati iz dopuna Statuta grada Splita iz 1359. godine, gdje je jasno određeno da se polja od Visoke do Svete Marije od Žnjana ne smiju koristiti za vinograde, osim one zemlje koja nije pogodna za uzgoj žitarica.
U 14. stoljeću spominje se, u već rečenom dijelu gradskog statuta, crkvica Gospe od Žnjana koja je od davnina bila važno mjesto okupljanja hodočasnika iz bliže i dalje okolice. Crkvu su čuvali svećenici pustinjaci sve do turske provale na uže splitsko područje sredinom 17. stoljeća kada je crkvica razorena. Otada se romaničko-bizantska Gospina ikona čuvala u splitskoj katedrali, a pobožni težaci su i dalje nastavili svetkovati u ruševinama crkve. Crkva je obnovljena tek 1885. godine, nakon što su narodnjaci preuzeli upravu u Splitu. Svetkovanje Gospe od Žnjana nastavljeno je sve do Drugog svjetskog rata kada je ratni vihor prekinuo tu višestoljetnu tradiciju.
Na području Pazdigrada izgrađena je crkva Sv. Lovre koja se u izvorima prvi put spominje 1250. godine kao S. Laurentius Paganus, ali sudeći po kamenoj ornamentici vjerojatno potječe iz 9. ili 10. stoljeća.
Na žnjanskom su platou hrvatski hodočasnici dočekali papu Ivan Pavao II. (1978. – 2005.) kad je 1998. godine bio u Splitu.

## Znamenitosti
- Crkva sv. Lovre od Pazdigrada
- Crkva Gospe od Žnjana
- Plaža Žnjan